# Óscar Urralburu
Óscar Urralburu Arza, né le 8 septembre 1971 à Pampelune est un professeur et homme politique espagnol, député de l'Assemblée régionale de Murcie et membre de Podemos,.

## Biographie
Né le 8 septembre 1971 à Pampelune, il obtient une licence en Beaux-Arts de l'université de Castille-La Manche puis un doctorat à l'université de Murcie. Depuis 1996 il est professeur dans l'enseignement secondaire et,depuis 2006, professeur associé à l'Université de Murcie. Il occupe aussi plusieurs charges au sein du syndicat d'enseignement STERM.
En février de 2015 il est élu secrétaire régional de Podemos, et est également désigné candidat de Podemos à la présidence de la région de Murcie. Il devient ensuite député régional après les élections de la communauté autonome de mai 2015.
En juin de 2017 il est réélu secrétaire général de Podemos pour la région de Murcie.